# Hesperidanthus
Hesperidanthus es un género de fanerógamas perteneciente a la familia Brassicaceae. Comprende 20 especies. Comprende 5 especies descritas y  aceptadas.

## Taxonomía
El género fue descrito por (B.L.Rob.) Rydb. y publicado en Bulletin of the Torrey Botanical Club 34(8): 434. 1907.

## Especies
A continuación se brinda un listado de las especies del género Hesperidanthus aceptadas hasta mayo de 2014, ordenadas alfabéticamente. Para cada una se indica el nombre binomial seguido del autor, abreviado según las convenciones y usos.
- Hesperidanthus argillaceus (S.L. Welsh & N.D. Atwood) Al-Shehbaz
- Hesperidanthus barnebyi (S.L. Welsh & N.D. Atwood) Al-Shehbaz
- Hesperidanthus jaegeri (Rollins) Al-Shehbaz
- Hesperidanthus linearifolius (A. Gray) Rydb.
- Hesperidanthus suffrutescens (Rollins) Al-Shehbaz